# Каддафи, Саиф аль-Араб
Саиф аль-Араб Каддафи (араб. سيف العرب القذافي‎; 21 июля 1982, Триполи — 30 апреля 2011, Триполи) — шестой сын и седьмой ребёнок Муаммара Каддафи.

## Жизнь
Саиф аль-Араб родился в 1982 году в столице Ливии Триполи. Его отец — ливийский лидер Муаммар Каддафи, его мать — Сафия Фаркаш, вторая жена Каддафи. Саиф аль-Араб был ранен во время американских бомбардировок в 1986 году, когда ему было четыре года. С 2006 по 2010 года Саиф аль-Араб проводил большую часть своего времени в Мюнхене, где он поступил в Мюнхенский технический университет. В ноябре 2006 года Саиф аль-Араб в Мюнхене подрался с охранником стрип-клуба «4004». В результате драки Саиф аль-Араб получил порез на голове. Несмотря на обвинения Саифа аль-Араба в жестокости, прокурор Мюнхена снял с него обвинения. К марту 2007 года Саиф аль-Араб покидает Германию. В 2008 году Саиф аль-Араб снова учится в Мюнхене. За чрезмерный шум из выхлопной трубы его Ferrari F430 этот автомобиль был конфискован полицией и Саиф аль-Араб был привлечён к ответственности. В том же году Саиф аль-Араб подозревается в попытке контрабанды боеприпасов из Мюнхена в Париж на машине с дипломатическими номерами. Тем не менее дело было закрыто за малостью улик. Канал Al Jazeera сообщил, что Саиф аль-Араб занимается теневым предпринимательством и проводил большую часть своего времени на вечеринках. СМИ называли Саиф аль-Араба наиболее незначительным из сыновей Каддафи.

### Война
В феврале 2011 года, после начала гражданской войны Саиф аль-Араб вернулся в Ливию. После этого МИД Германии сообщил, что он был объявлен персоной нон грата. На ранних стадиях войны Саиф аль-Араб был послан отцом на восток Ливии, чтобы подавить мятеж.

### Смерть
30 апреля 2011 года официальный представитель правительства Ливии Муса Ибрагим сообщил, что Саиф аль-Араб и трое внуков Каддафи были убиты при авианалёте НАТО на его дом. Имена внуков разглашены не были. Ибрагим также утверждал, что Муаммар Каддафи покинул дом, на который сбросили бомбы, буквально за полчаса до трагедии. На следующий день ТВ Ливии показало тело Саифа аль-Араба. НАТО заявила, что целью налёта был бункер.
Французский хирург Жерар Ле Клорек, который работал в частной клинике в Ливии, подтвердил, что тело, показанное по ТВ Ливии, действительно принадлежало Саифу аль-Арабу. 25 мая Сильвио Берлускони, итальянский премьер-министр, назвал сообщение о смерти Саиф аль-Араба неправдой, пропагандой.

### Похороны
Около 2000 сторонников Муаммара Каддафи приняли участие в похоронах Саиф аль-Араба, которые состоялись 2 мая 2011 года. Муаммар Каддафи не присутствовал на похоронах, но два его сына, Саиф аль-Ислам и Ганнибал участвовали в процессии. Тело Саиф аль-Араба, накрытое флагом Джамахирии, доставили на кладбище Аль-Хани в чёрной машине скорой помощи. Трое внуков Муаммара Каддафи, которые были определены властями как дети других детей Каддафи: Ганнибала, Мухаммада и их сестры Аиши, были похоронены тогда же.
После падения Триполи могила Саифа аль-Араба была осквернена, труп выкопан и сожжён.